# Economia geopolitica
La geopolitica è lo studio delle implicazioni geografiche che investono le dinamiche storico-sociali ed economiche di un'area regionale. Spesso connessa alla politica estera delle nazioni, è disciplina geografica a tutti gli effetti, anche se nella recente riforma dei curricoli scolastici nella scuola italiana è stata erroneamente associata alle discipline giuridico-economiche. Infatti, nell'articolazione dell'istituto tecnico economico ad indirizzo "relazioni internazionali per il marketing", è stata organizzata una nuova disciplina, "economia aziendale e geopolitica", che tuttavia mescola aree disciplinari diverse senza cognizione di causa.

## Descrizione
Molto spesso si usa la scienza come giustificazione di atti politici. È il caso della geografia del periodo positivista, quando cioè venne usata come giustificazione dell'imperialismo europeo e di alcune teorie razziali, divenendo la base teorica della cosiddetta geopolitica. Quest'ultima intesa come
"una particolare analisi della politica (specialmente la politica estera degli stati nazionali, ma non solo quella), condotta in riferimento ai condizionamenti su di essa esercitati dai fattori spaziali: intendendo come tali non solo e non tanto quelli propriamente fisici, come la morfologia dello spazio o il clima, quanto soprattutto le relazioni di interdipendenza tra le entità politiche territorialmente definite" (C. Jean, 1995, p. 3). 
L'idea dello spazio vitale per la sopravvivenza delle specie viene sovente ripetuta da Friedrich Ratzel, etnologo e geografo tedesco: 
"ogni essere vivente è fissato al suo spazio e con esso spazio congiunto… uno spazio vasto serve a conservare la vita" (F. Ratzel, 1905, II, p. 722). 
In questo modo la preoccupazione per lo spazio vitale lo porta ad occuparsi dei confini, considerati non solo come linee che delimitano lo spazio di un gruppo di individui ma pure come campo di lotta. Così egli afferma: 
"il confine, considerato come periferia di un popolo, è un elemento costitutivo del popolo stesso. Esso può venir tracciato sul terreno o risultare individuato da caratteristiche naturali… ma essenzialmente esso appartiene al corpo vitale di cui rappresenta la periferia. Per questo il confine è per sua essenza mutevole… Tanto nella natura come nella vita dei popoli la precisa determinazione dei confini trova ragion d'essere solo in taluni momentanei arresti e nella miopia del nostro intelletto… il confine si ferma solo quando cessa il movimento, e tale arresto corrisponde all'irrigidimento della morte" (pp. 259-261).
In geografia le idee ratzeliane furono riprese e portate alle estreme conseguenze da Karl Haushofer (1869-1946), uno dei fondatori della geopolitica tedesca. L'idea ratzeliana dell'invasione "la tendenza ad abbracciare spazi sempre maggiori è nell'essenza del progresso stesso", fu da lui ripresa come giustificazione scientifica dell'imperialismo tedesco. In questo caso le metafore organicistiche che a Ratzel permisero di far entrare la geografia nella scienza moderna perché consentivano la sintesi dell'elemento umano e naturale furono da Karl Haushofer messe al servizio del potere, soprattutto per legittimare come "naturale" l'espansionismo tedesco. La geopolitica venne, così, vista come la politica geografica a sostegno delle aspirazioni territoriali naziste, volte a recuperare spazio vitale in tutta l'Europa. I confini per Karl Haushofer erano soltanto il momentaneo segno d'arresto dell'espansione di un popolo, giustificando così l'aggressione militare tedesca. Fu per questo motivo che le opere di Friedrich Ratzel furono rigettate per diversi decenni dopo il 1945, in quanto considerate fonti del regime Nazista.
Oggi la geopolitica è stata rivalutata, soprattutto dopo il 1989 e la fine della "Guerra fredda". Nell'attuale mondo "multipolare" e globalizzato, l'analisi dei conflitti politici sulla base dell'analisi geografica, soprattutto sotto il profilo delle risorse economiche disponibili, diviene fonte di consapevolezza globale e prospetta soluzioni di mediazione politica, idonee ad evitare conflitti armati.